# (74435) 1999 BM26
(74435) 1999 BM26 – planetoida z pasa głównego asteroid okrążająca Słońce w ciągu 5,19 lat w średniej odległości 3 j.a. Odkryta 16 stycznia 1999 roku.